# Inoxcrom
Inoxcrom ist ein katalanisches Unternehmen mit Sitz in Barcelona, das sich der Herstellung von Kugelschreibern und anderem Bürobedarf widmet.

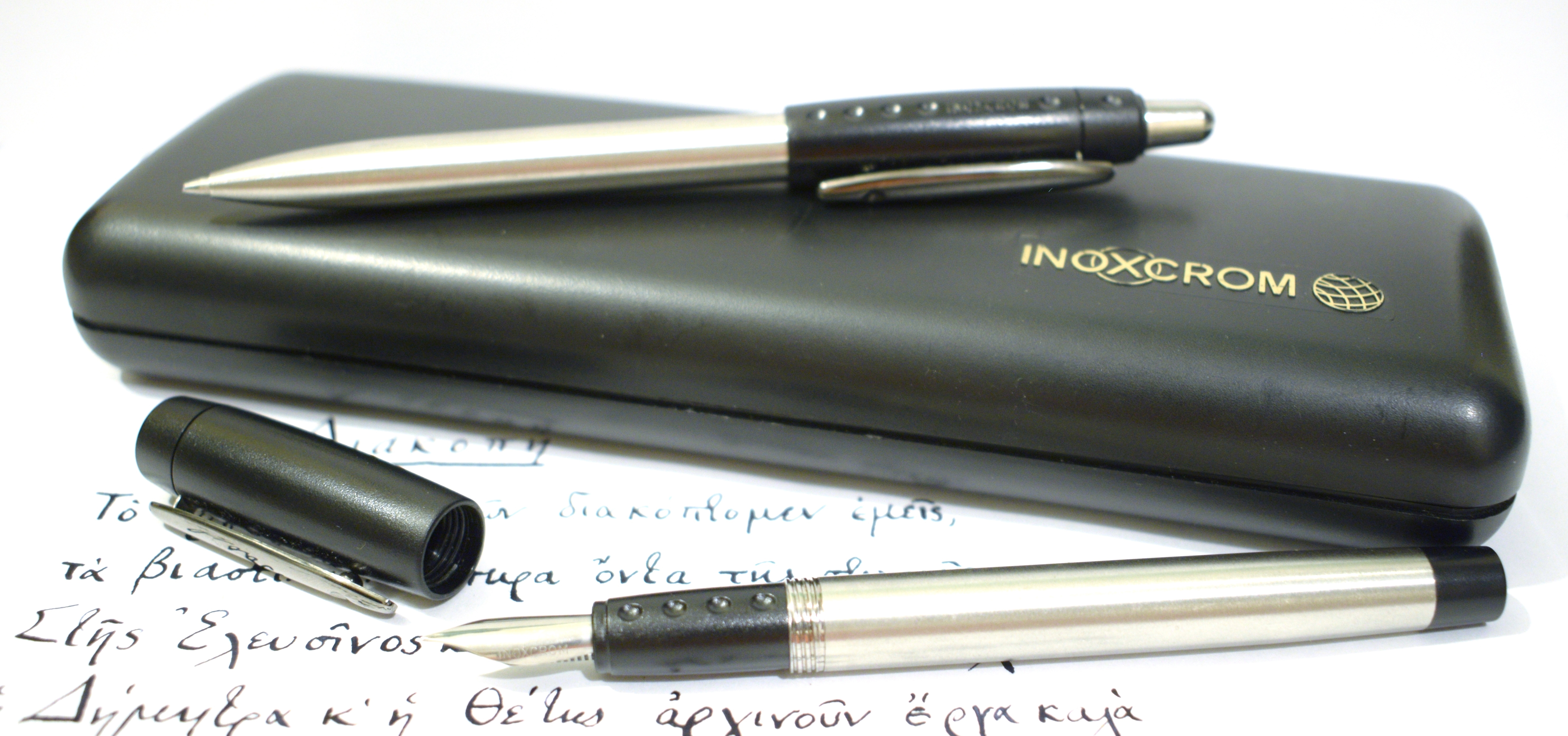

Das Unternehmen wurde 1942 von Manuel Vaqué Ferrandis zur Vermarktung selbst hergestellter Füllfederhalter gegründet. Der Name Inoxcrom wird abgeleitet von INOXidable (rostfrei) und CROMado (verchromt). 1965 begann die Firma ihre ersten Kugelschreiber zu fabrizieren.
In den 1960er Jahren erlangte das Unternehmen nationale und internationale Anerkennung mit dem Verkauf von Kugelschreibern, Füllfederhaltern und anderem Bürozubehör. Die Produkte wurden in mehr als 80 verschiedene Länder exportiert, und das Unternehmen gründete Tochterunternehmen in Deutschland, Frankreich, Italien, dem Vereinigten Königreich und den Vereinigten Staaten. 2003 zählte die Firma zu den 10 erfolgreichsten Unternehmen weltweit in ihrem Sektor und wurde zur meistgekauften Kugelschreibermarke in Spanien.
Nach dem Tod von Vaqué Ferrandis im Jahr 2003 erlitt die Firma einen ernsten Abschwung, und im Februar 2009 wurden 79,5 % der Aktien des Unternehmens von den drei Töchtern des Unternehmensgründers für nur einen Euro verkauft. Im November 2009 ging das Unternehmen bei einem Umsatz von 24 Millionen Euro und 105 Beschäftigten in die Insolvenz. Nach der Insolvenz wurde das Unternehmen bis Juni 2012 zweimal verkauft.